# Česma
Česma este un râu din centrul Croației, un afluent de stânga al râului Lonja-Trebež⁠(d). Are o lungime de cca. 106 km  iar bazinul său hidrografic este de  3.253 de kilometri pătrați.
Este creat prin unirea pârâurilor Grđevica și Barna la 45°43′32″N 17°03′01″E / 45.72556°N 17.05028°E lângă satul Pavlovac din comuna Veliki Grđevac din cantonul Bjelovar-Bilogora. Bazinul râului Česma este în formă de evantai și este format dintr-un număr de pârâuri care se varsă de pe versanții dealurilor Bilogora⁠(d) și Moslavačka gora⁠(d). Pe părțile sudice accidentate ale dealului Bilogora apa coboară ușor, cu numeroase râpe și rigole, abrupte și adânc tăiate. Aici apar numeroase izvoare, care în perioada uscată a anului își pierd apa.
Râul are o mică cădere (mică diferență de altitudine între izvor și gura de vărsare) care au provocat inundații frecvente înainte de regularizarea albiei. Până acum peste o sută de ani, zona din jurul râului Česma a fost supusă inundațiilor, motiv pentru care era o mlaștină. După aceea, râul Česma și afluenții săi au fost canalizați, au fost construite diguri pentru protecție împotriva inundațiilor, iar solul a fost drenat pentru a se obține teren arabil, precum și pentru lupta împotriva malariei.
Pe locul fostelor zone umede se află acum iazuri cu pești care primesc apă din pârâurile care se varsă în râul Česma. Aceste heleșteie reprezintă unul dintre ultimele refugii ale păsărilor mici de mal între râurile Drava și Sava.
De-a lungul râului Česma există mai multe complexe majore de piscicultură: la nord de iazul cu pești Česma — ribnjačastvo Dubrava și de-a lungul iazurilor cu pești de pe coasta de sud — Siščani, Blatnica și Narta. Ambele complexe sunt răspândite la aproximativ 5 kilometri de-a lungul cursului râului Česma, iar mediul este similar. Sunt la aproximativ 5 kilometri unul de celălalt. Suprafața totală acoperită de iazurile comerciale de pești este de 1.346 de hectare.